# スパイク (お笑い)
スパイクは、吉本興業（東京本社）所属のお笑いコンビ。2008年結成。NSC東京校14期生。

## メンバー
- 小川 暖奈（おがわ はるな、1990年2月7日（35歳） - ）
  - ボケ担当
  - 愛知県名古屋市出身。
  - 身長161.6cm、体重49kg。
  - 高校生のときに、同い年の女性と組んだ[1]「ツートーン[2]」というコンビでM-1甲子園に出場している。
  - 2014年、2015年のよしもとべっぴんランキングで1位を獲得。
  - 「ロバート・山本博をメロメロにした女芸人」という動画で、Yahoo! JAPAN検索ランキングで2位にランクインされたことがあった[3]。
  - 小川の父親と元プロレスラー松永光弘は高校時代の同級生で、小川本人も松永の経営するステーキ店でアルバイトをしていたことがある[4]。
  - 吉本坂46のデビューシングル「泣かせてくれよ」および2ndシングル「今夜はええやん」では、斎藤司（トレンディエンジェル）と共に表題曲のWセンターを務める[5][6]。
  - 虫など生き物が好き。蝉を1日で113匹捕まえたことがある。
  - 小学校では合唱部、中学校ではリコーダー部、高校では軽音楽部（ベース担当）に所属していた。軽音楽部でのバンド名は「GAMBA☆RUMBA」。軽音楽部時代は『クローバーちゃん』という名前で活動していたという。
  - 2023年6月24日、ロックバンド、Yogee New Wavesのドラマー・粕谷哲司と結婚したことを報告した[7]。

- 松浦 志穂（まつうら しほ、1984年6月13日（41歳） - ）
  - ツッコミ担当
  - 山形県鶴岡市出身。
  - 身長162cm、体重48kg、血液型O型。
  - ニックネームはまっつん、「まつり」（吉本坂46内のみ）。
  - 両親ともに元国家公務員[1]。
  - 山形県立鶴岡北高等学校、いわき明星大学（現：医療創生大学）卒業。
  - 料理研究家で元お笑い芸人の三浦唯歌は高校の2年先輩にあたる[8]。
  - 高校では生徒会長をしていた。
  - 小学校3年生から高校3年生まで、剣道をしていた[9]。
  - 教員免許を持っている[1]。
  - NSCで歌組を卒業した翌年、お笑いコースを受講している。
  - 前髪を黄色、赤色などに染めているのが特徴。2024年現在では黒髪にしている。
  - 吉本坂46のデビューシングルではユニット「POP MONSTER」として、2ndシングルではユニット「スイートMONSTER」としてカップリング曲を歌唱[10][6]。
  - 生粋のSMAPファン。SMAP解散後も新しい地図のNAKAMA会員となり、NAKAMA to MEETINGや香取慎吾のライブにも足しげく通っている。
  - かつて青山フォール勝ち（ネルソンズ）に好意をもっており、ワダヤマブルーを解散して青山と和田が不仲になった時も大勢での飲み会で酔っ払った感じで「お前らもう組めや」と和田と青山の壁を壊した（ニューヨークの『ニューラジオ』特別編#15 より）。しかし、太田博久（ジャングルポケット）との飲み会で青山が遅れて来て早々「とんねるずさんにハマるの難しい」など松浦にとってマウントと感じる発言をした事で憎しみに変わった[11]。青山に対しては大嫌いでも大好きでもあり、1番近くで観察していたい[12]が、青山からは怖がられており気づけば避けられている[13]。また、青山だけに限らず他の人に対しても松浦の憎しみのメモは非常に細かく書かれている。

## 概要
- 主に漫才（ネタの中には「舞妓漫才」「宝塚漫才」といったキャラクターものもある）であったが、コントのみのライブも行なっている。2022年からはコントも漫才もどちらも行っている。『あらびき団』（TBSテレビ）では宝塚歌劇風のコントを披露しており[14]、『パワー☆プリン』（TBSテレビ）のコントキャラクターにも使われている。
- 『オンバト+』（NHK総合）では女性コンビとして初めてオンエアを勝ち取った。さらにその日最高の485KBを獲得しトップオンエアであった（アルコ&ピースと同点1位）[15]。
- 小川は男女コンビ志望だったが、NSCの2回目の授業で松浦と意気投合し、出会って1週間でコンビを結成[1]。
- コンビ名の由来は、舞台見学の合間にサッカー用品店でスパイクを見ながら時間を潰していたため[16]。松浦が当初考えていたコンビ名は「ウェディングパンジー」[17]。
- 『パワー☆プリン』（TBSテレビ）で共演した横澤夏子や長田庄平（チョコレートプラネット）、向井慧や菅良太郎（共にパンサー）とはプライベートでも交流がある他、渡辺直美に可愛がられている。また、小川は高校時代のコンビ「ツートーン」の頃から一緒に舞台に立っていたピン芸人のひろたあきらとも仲が良い。
- 小川、松浦ともにアイドルグループ吉本坂46のメンバーである。
- 『ブロードキャスト!!』の主催する「ブロッキンジャパン」ではバンド演奏をしたこともある（松浦がボーカル、小川がドラムとして）。
- 2020年12月4日、新型コロナウイルスへの感染が公表される[18]。12月14日開催の『女芸人No.1決定戦 THE W 2020』決勝への出場を辞退した[19]。
- 2021年12月13日、「女芸人No.1決定戦 THE W 2021」決勝に出場。
- 2022年12月10日、「女芸人No.1決定戦 THE W 2022」決勝に2年連続2回目の出場。グループB第2試合で天才ピアニストに満票で敗退した。天才ピアニストはファイナルステージで紅しょうが、ヨネダ2000を破り、6代目女王となった。
- 2023年12月9日、「女芸人No.1決定戦 THE W 2023」決勝に3年連続3回目の出場。グループAでは3番手でネタを披露。2番手のはるかぜに告ぐと4番手のやす子を満票で下し、最終決戦に進出。最終決戦では1票も獲得することができず、3位に終わった（この最終決戦のスパイクのネタ中に音声トラブルが発生し、「国民投票」が中止になるトラブルが発生した[20][21][22]）。

## 賞レースでの戦績

### M-1グランプリ
| 年度             | 結果         | エントリー No. | 会場                          | 日程           | 備考                          |
| ---------------- | ------------ | -------------- | ----------------------------- | -------------- | ----------------------------- |
| 2015年（第11回） | 2回戦進出    | 1050           | [東京] 雷5656会館ときわホール | 10月14日（水） |                               |
| 2016年（第12回） | 2回戦進出    | 880            | [東京] 雷5656会館ときわホール | 10月10日（月） |                               |
| 2017年（第13回） | 2回戦進出    | 808            | [東京] 雷5656会館ときわホール | 10月4日（水）  |                               |
| 2018年（第14回） | 2回戦進出    | 759            | [東京] 雷5656会館ときわホール | 10月5日（金）  |                               |
| 2019年（第15回） | 2回戦進出    | 1373           | [東京] 雷5656会館ときわホール | 10月23日（水） |                               |
| 2022年（第18回） | 準々決勝進出 | 5592           | [東京] ルミネtheよしもと      | 11月16日（水） | 2020,2021大会は参加していない |
| 2023年（第19回） | 3回戦進出    | 5580           | [東京] KANDA SQUARE HALL      | 11月8日(水)    |                               |

### キングオブコント
| 年度   | 結果         | 備考                    |
| ------ | ------------ | ----------------------- |
| 2013年 | 準決勝進出   |                         |
| 2014年 | 準決勝進出   |                         |
| 2016年 | 2回戦進出    | 1回戦再エントリーで通過 |
| 2017年 | 2回戦進出    |                         |
| 2018年 | 2回戦進出    | 1回戦シードで通過       |
| 2019年 | 2回戦進出    |                         |
| 2020年 | 準々決勝進出 | 1回戦シードで通過       |
| 2021年 | 2回戦進出    | 1回戦シードで通過       |
| 2022年 | 準々決勝進出 | 1回戦シードで通過       |
| 2023年 | 準々決勝進出 | 1回戦シードで通過       |

### 女芸人No.1決定戦 THE W
| 年度   | 結果       | 順位         | 備考                                               |
| ------ | ---------- | ------------ | -------------------------------------------------- |
| 2018年 | 準決勝進出 |              |                                                    |
| 2019年 | 準決勝進出 |              |                                                    |
| 2020年 | 準決勝進出 |              | 決勝戦に進出するも新型コロナウイルスに感染し辞退。 |
| 2021年 | 決勝進出   | Bブロック3位 |                                                    |
| 2022年 | 決勝進出   | Bブロック2位 |                                                    |
| 2023年 | 決勝進出   | 決勝3位      | Aブロック1位                                       |

## 出演

### テレビバラエティ

#### レギュラー番組
現在
- いろはに千鳥（2014年11月4日 - 、テレビ埼玉）- ナレーション：小川のみ
- Y-Tube大賞（2022年10月 - 、BSよしもと）- 第2.4水曜MC[23]

過去
- パワー☆プリン（2011年10月12日 - 2013年8月30日、TBSテレビ） - レギュラー
- バカソウル（2012年7月 - 2013年9月、テレビ東京）- 準レギュラー
- ナオミクローゼット（2013年4月 - 2015年9月、BS日テレ） - 準レギュラー
- のりスタ E‐ネ!（2014年10月29日 - 2015年3月18日、テレビ東京）- レギュラー：松浦のみ
- MBの俺のドラ1（2020年4月22日 - 2022年12月、BS12 トゥエルビ）- アシスタントMC：小川のみ
- Cheeky's Cast 2（2022年3月23日 - 9月28日、BSよしもと）- 水曜MC

### ドラマ
- オトメン（乙男）〜夏〜（2009年8月1日 - 9月26日、フジテレビ）- 2年A組の生徒 役
- オトメン（乙男）〜秋〜（2009年10月13日 - 11月3日、フジテレビ）- 2年A組の生徒 役
- 水戸黄門 第37部 第20話「男意気地の悪退治-松島-」（2012年6月26日、TBSテレビ）

### ラジオ
- シン・ラジオ　-ヒューマニスタは、かく語りき-（2022年4月4日 - 、ベイエフエム）-　月曜ヒューマニスタ∶松浦のみ

### ネット配信
- 火花 第8話（2016年6月3日、Netflix）
- 渡辺直美のYabamiRADIO!（2018年4月7日 - 9月29日、AbemaTV AbemaRADIOチャンネル） - アシスタント[24]
- 矢口真里の火曜The NIGHT（2020年12月2日[25]、ABEMA）松浦のみ
- 笑ラウドネスGP（2021年7月18日、ABEMA）[26]

### 単独ライブ
- 『つるのひとこえ』（2011年3月6日、THEATER BRATS）
- 『マニキュアねこちゃん』（2012年2月3日、THEATER BRATS）
- 『貝がらココナッツ』（2012年9月8日、THEATER BRATS）
- 『みつばちビキニ』（2014年5月25日、新宿シアターモリエール）
- 『あおぞらシロップ』（2014年8月10日、ヨシモト∞ホール）
- 『ch : mellow shower（メロウシャワー）』（2017年3月30日、表参道GROUND）
- 『スパイクのキュン！とするライブ』（不定期）
- 『ch：Vivid of TEN』（2018年5月6日、神保町花月）
- 『スパイクの “嫁ぐまでにしたい100のこと”』（2019年1月23日、ヨシモト∞ドーム）
- 『ch：Spring of ELEVEN』（2019年6月22日、ザムザ阿佐谷）
- 『ヨシモト∞ホールからの卒業』（2024年4月11日、ヨシモト∞ホール）[27]

### 声優

#### テレビアニメ
- まえせつ!（TOKYO MXほか、2020年10月 - 12月、コンビで本人役）

## 作品

### シングル
吉本坂46
- 泣かせてくれよ（2018年12月26日、SRCL-11013） - EAN 4547366384529（「選抜」名義） ※小川のみ
- やっとここまで（2018年12月26日、SRCL-11042） - EAN 4547366384819（「POP MONSTER」名義） ※松浦のみ
- 今夜はええやん（2019年5月8日、SRCL-11148/9） - EAN 4547366399615 （「選抜」名義）※小川のみ
- 現在地（2019年5月8日、SRCL-11152） - EAN 4547366399622（「スイートMONSTER」名義） ※松浦のみ